# Ком, Антон де

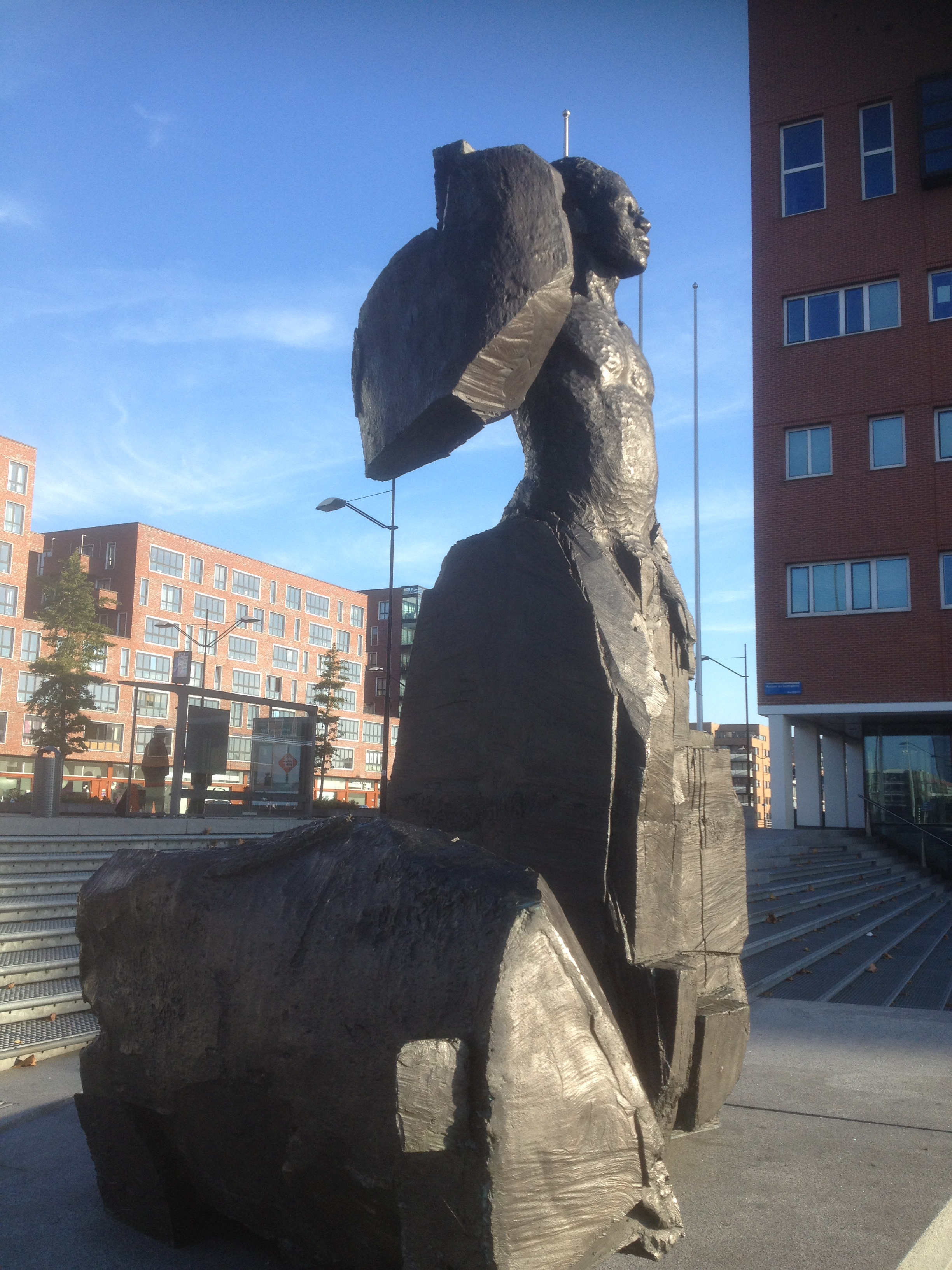

Антон де Ком (нидерл. Cornelis Gerard Anton de Kom, 22 февраля 1898, Парамарибо, Суринам — 24 апреля 1945, Нойенгамме, Третий рейх) — суринамский революционер, поэт и писатель-антиколониалист, коммунист и участник движения Сопротивления в Нидерландах.

## Биография
Родился в семье крестьянина Адольфа де Кома, родившегося рабом. Фамилия «Ком» представляет собой обратное написание фамилии рабовладельца Мока. В 1920 году Антон де Ком перебрался работать на Гаити, а в 1921 году — в Нидерланды, где год прослужил в гусарах. В дальнейшем, работая в Гааге, был вовлечён в ряд левых организаций, включая национально-освободительные объединения индонезийских студентов.
В конце 1932 года вернулся со своей голландской женой в Суринам, где с самого начала находился под пристальным надзором колониальных властей. За свою деятельность (организовал народное выступление) был в феврале 1933 года арестован и в мае выслан без суда из Суринама. Большой митинг за его освобождение был расстрелян голландской колониальной полицией, убившей двоих человек и ранивших ещё 30. 
Вновь оказавшись в Нидерландах, был безработным. Большую часть жизни прожил в Амстердаме, где сотрудничал в социалистической и коммунистической прессе. В 1934 году написал книгу «Мы, рабы Суринама» (нидерл. Wij slaven van Suriname) — марксистское исследование истории Суринама, опубликованное в сокращенном цензурой виде (первое бесцензурное издание — в 1971 году). Oдин из организаторов местного радикального движения безработных трудящихся. 
После оккупации Нидерландов нацистской Германией — присоединяется к сопротивлению. Писал статьи о нацистском терроре и в частности о преследованиях евреев для коммунистической антифашистской газеты De Vonk, выходившей подпольно.  7 августа 1944 года арестован гестапо и отправлен концентрационный лагерь в Камп-Вюгг в Нидерландах. В начале сентября депортирован в Ораниенбург-Заксенхаузен, где попадает на рабский труд на авиационном заводе Heinkel. Переведён в лагерь в Бремерфёрде, бывший частью концлагеря Нойенгамме. Там и погиб 24 апреля 1945 года от туберкулёза и истощения. Его останки, захороненные в братской могиле, были обнаружены в 1960 году, перевезены и перезахоронены в Голландии.

## Память
На родине в его честь названы улицы и Суринамский университет имени Антона де Кома, в Нидерландах — установлен памятник.